# Casabermeja
Casabermeja ist eine Gemeinde (municipio) mit 4.065 Einwohnern (Stand: 2024) in der Provinz Málaga in der Autonomen Region Andalusien im Süden Spaniens. 

## Geographie
Der Ort grenzt an Almogía, Antequera, Colmenar und Málaga. Die Gemeinde wird vom Fluss Guadalmedina durchflossen.

## Geschichte
Das Gebiet von Casabermeja ist bereits seit Urzeiten von Menschen besiedelt. Die archäologische Stätte Peñas de Cabrera mit Felsmalereien und Gravuren unter zahlreichen Abris liegt in Casabermeja. Aus der arabischen Zeit von Al-Andalus gibt es heute noch einen Turm. Der heutige Ortskern wurde allerdings von den Katholischen Königen nach der Reconquista gegründet. 1630 kauften die Einwohner der Krone den Ort ab.

## Bevölkerungsentwicklung
| 1842  | 1900  | 1950  | 1980  | 1990  | 2000  | 2010  | 2020  |
| ----- | ----- | ----- | ----- | ----- | ----- | ----- | ----- |
| 4.681 | 3.762 | 5.138 | 2.809 | 3.098 | 2.935 | 3.608 | 3.738 |

## Sehenswürdigkeiten
- Pfarrkirche Nuestra Señora del Socorro
- Städtischen Friedhof San Sebastian
- Zambra-Turm